# Volovets (huyện)
Huyện Volovets (tiếng Ukraina: Воловецький район, chuyển tự: Volovetss’kyi raion) là một huyện của tỉnh Zakarpattia thuộc Ukraina. Huyện Volovets có diện tích 544 km², dân số theo điều tra dân số ngày 5 tháng 12 năm 2001 là 25336 người với mật độ 47 người/km2. Trung tâm huyện nằm ở Volovets.